# Pasian di Prato
Pasian di Prato (friuli nyelven Pasian di Prât) település Olaszországban, Friuli-Venezia Giulia régióban, Udine megyében. Lakosainak száma 9252 fő (2023. január 1.). Pasian di Prato Campoformido, Martignacco, Udine, Basiliano, Tavagnacco és Mereto di Tomba községekkel határos.

## Népesség
A település népességének változása:
| Lakosok száma | 9391 | 9363 | 9252 |
|               | 2017 | 2018 | 2023 |